# Younited
Younited, anciennement Prêt d'Union, est une société française fondée en 2009 et spécialisée dans le crédit instantané en Europe. Membre du Next40, l'entreprise dispose d’un agrément d'établissement de crédit délivré par l'Autorité de contrôle prudentiel et de résolution.

## Histoire
Fondée en 2009 par Charles Egly et Geoffroy Guigou, Younited est ouverte au public début 2012 sous le nom de Prêt d’Union. L'entreprise change de dénomination sociale , pour Younited en 2016. Entre 2017 et 2020, la société lance son activité en Espagne, au Portugal en 2018 et en Allemagne en 2020.
En janvier 2019, Younited annonce avoir passé le cap du milliard d'euros de crédits financés. En 2020, Younited s’associe à Bpifrance.
En juillet 2021, Younited annonce une levée de fonds de 170 millions de dollars et accueille Goldman Sachs et Bridgepoint au sein de son actionnariat. Début 2022, Younited annonce avoir atteint 3 milliards d’euros de crédits octroyés en Europe. Depuis sa création en 2009, Younited a effectué plusieurs levées de fonds, pour un total de 323 millions d'euros, auprès de différents investisseurs dont Crédit mutuel Arkéa, Eurazeo, Schibsted-Le Bon Coin, AG2R La Mondiale, Pierre Kosciusko-Morizet, Xavier Niel, Weber Investissements, Matmut, Bpifrance et plus récemment Goldman Sachs et Bridgepoint.
En 2016, dans le cadre de son développement à l'international, la société lance son activité en Italie et ouvre un bureau à Rome. Au même moment, la société change de nom et devient Younited.
À partir de 2017, Younited multiplie les partenariats avec des acteurs bancaires (N26, Fortuneo, Bpifrance, Orange Bank qui a cumulé près d'un milliard d'euros de pertes depuis son lancement et cesse son activité en 2023) des opérateurs téléphoniques (Free) ou encore des marchands (Micromania, LDLC).
En décembre 2022, après une levée de fonds de 60 millions d'euros, Younited devient la 28e licorne française.
En 2022, l'entreprise n'a pas encore atteint sa masse critique. Le Parlement européen indique en 2022 souhaiter mieux encadrer les nouveaux types de crédits, tels ceux vendus par Younited.
Le 20 janvier 2025, Younited entre en bourse (Younited Financial S.A.) sur Euronext Paris, sous le symbole YOUNI. Lors de son introduction en bourse, Younited voit sa valorisation significativement revue à la baisse. La société, qui avait atteint le statut de licorne en 2022 grâce à une levée de 60 millions d’euros auprès de Goldman Sachs, Eurazeo, Bpifrance et Crédit Mutuel Arkéa, affiche désormais une capitalisation boursière de 622 millions d’euros à la clôture des marchés le 20 janvier 2025.
Le 16 mai 2025, Younited rachète l’agent prestataire de paiement français "vert" et en difficulté, Hélios,,. Les montants de cette transaction n’ont pas encore été divulgués, mais aucune liquidité ne serait en jeu, uniquement un échange d’actions. Les clients d'Hélios pourraient ne pas se reconnaître dans le profil du nouveau propriétaire : le crédit à la consommation « peut générer des questions sur l'empreinte carbone, parce que dès qu'on consomme, on augmente son empreinte carbone » concède Charles Egly, fondateur et CEO de Younited.

## Activité

### Accréditation
Depuis 2011, Younited est agréée en France en tant qu'établissement de crédit et prestataire de services d’investissement par l’Autorité de contrôle prudentiel et de résolution (ACPR) et l’Autorité des marchés financiers (AMF) (no d’agrément 16488)[réf. nécessaire].

### Volumétrie
En octobre 2016, Younited dépasse le seuil des 400 millions d'euros de crédits financés. En avril 2017, la société franchit le cap du demi-milliard d'euros de crédits financés. Début 2019 la fintech annonce avoir atteint le cap du milliard d'euros de crédits octroyés en Europe[réf. nécessaire]. Trois ans plus tard, l'entreprise annonce dépasser le cap des 3 milliards d'euros financés, dont 1,2 milliard sur la seule année 2021, pour une croissance de +140 % par rapport à l'année 2020.